# Hokuto (Hokkaido)
Hokuto (Japans: 北斗市, Hokuto-shi) is een stad in de Japanse subprefectuur Oshima op het eiland Hokkaido. De stad ontstond op 1 februari 2006 uit de fusie van de gemeenten Kamiiso van het District Kamiiso en Ono van het District Kameda. Op 1 maart 2008 had de stad 49.452 inwoners. De bevolkingsdichtheid bedraagt 125 inw/km². De oppervlakte van de stad is 397,30 km².

## Geografie
Hokuto ligt in het midden van de subprefectuur Oshima. Het zuidelijke deel bestaat voornamelijk uit een vlakte, het westelijke deel is eerder bergachtig . Het zuiden grenst aan de Baai van Hakodate. De rivier Oono stroomt in noord-zuidelijke richting door het midden van de stad Hokuto.
- Berg : Katsuratake (734m)
- Rivieren: Oono, Hekirichi
- Meer : Kamiiso